# Castilléjar
Castilléjar és un municipi de la província de Granada, Andalusia.
L'any 2005 tenia 1.606 habitants. La seva extensió superficial és de 132 km² i té una densitat de 12,17 hab/km². Les seves coordenades geogràfiques són 37° 43′ Nord, 2° 38′ Oest. Està situada a una altitud de 792 metres i a 136 quilòmetres de la capital de província.

## Entitats de població
| Unitat poblacional                  | Hab.          |
| ----------------------------------- | ------------- |
| Castilléjar El Olivar Los Carriones | 1.122 188 296 |

- Font: INE Arxivat 2006-06-15 a Wayback Machine..

## Demografia
| 1930 | 1940 | 1950 | 1960 | 1970 | 1981 | 1991 | 2001 | 2005 | 2006 |
| ---- | ---- | ---- | ---- | ---- | ---- | ---- | ---- | ---- | ---- |
| 2930 | 3655 | 3862 | 3725 | 3084 | 2466 | 2248 | 1611 | 1606 | 1619 |